# Stenopodius martini
Stenopodius martini är en skalbaggsart som beskrevs av Blaisdell 1939. Stenopodius martini ingår i släktet Stenopodius och familjen bladbaggar. Inga underarter finns listade i Catalogue of Life.